# Leptotroga gemina
Leptotroga gemina là một loài bướm đêm trong họ Noctuidae.